# Tarek Momen
Tarek Momen (in arabo طارق مؤمن‎?; Il Cairo, 23 febbraio 1988) è un giocatore di squash egiziano.

## Carriera
Nel 2012, Momen ha ottenuto due titoli, il Colombian Open in cui ha eliminato Miguel Rodríguez in finale e il Malaysian Open eliminando Borja Golán in semifinale prima di superare il connazionale Mohamed El Shorbagy per 12-10, 6-11, 12-10, 8-11, 14-12 in 109 minuti.
Nella stagione 2013 di Momen ha raggiunto la semifinale a sorpresa all'Open di Svezia venendo sconfitto da Daryl Selby. A febbraio 2019 ha raggiunto il suo miglior ranking, piazzandosi al terzo posto nella classifica PSA.
Momen ha fatto il suo debutto da senior per l'Egitto nel Campionato del mondo a squadre a giugno 2015 in Francia, dove ha vinto tutte le partite che ha giocato.
Nel maggio 2023, ha raggiunto i quarti di finale del campionato mondiale di squash, venendo sconfitto da Mohamed El Shorbagy.